# 吴全清
吴全清（1937年—），山东省滕州人，中华人民共和国政治人物。
早年进入大庆油田工作，后升任大庆石油管理局指挥部副指挥。1978年，授予劳动英雄。曾任中国共产党第十一届、十二届中央委员。